# OpenEVSE

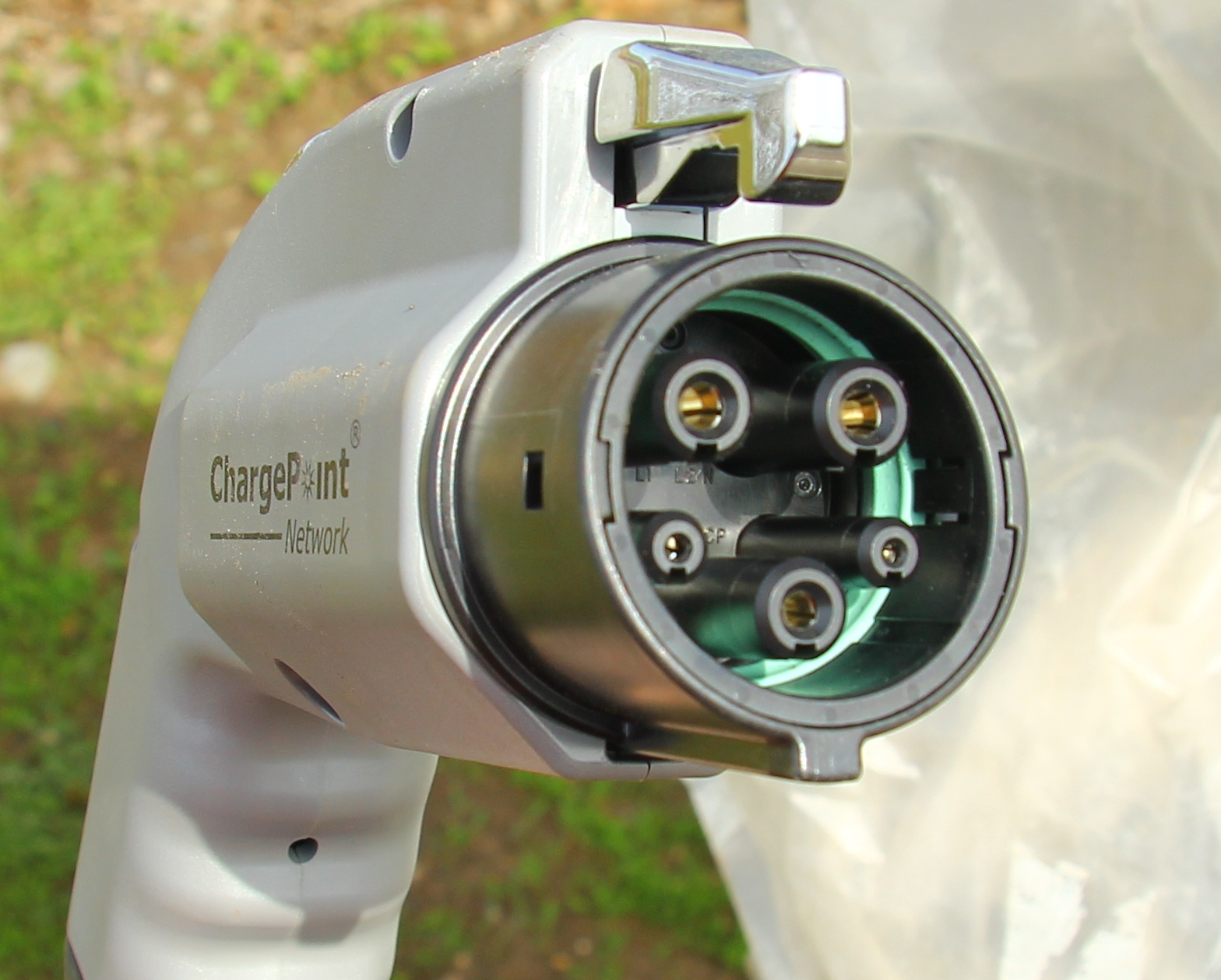
«Type 1» — однофазный автомобильный разъём по американской спецификации SAE J1772 2009, 2012 год.

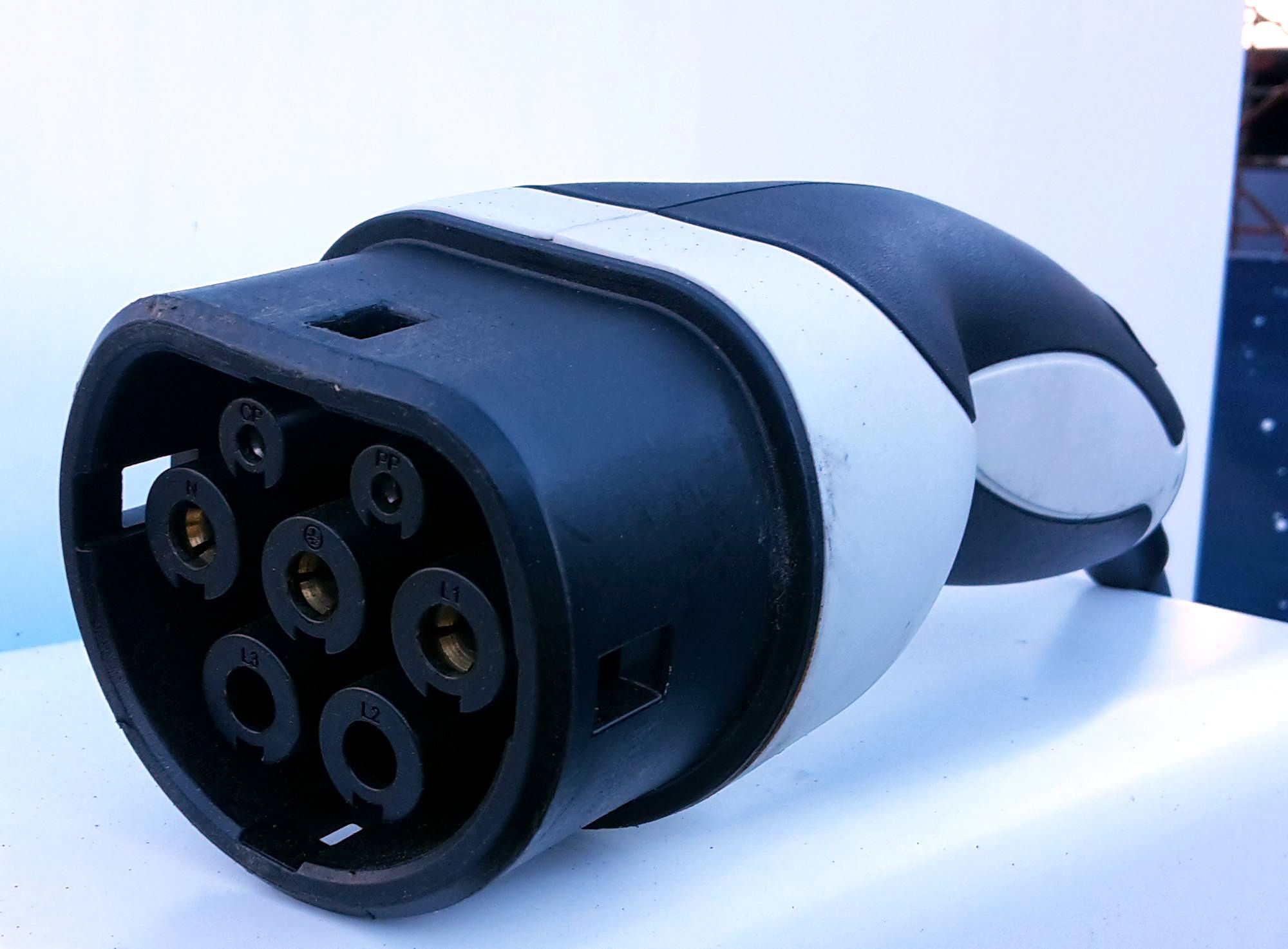
Трёхфазный разъём «Type 2».

OpenEVSE («опен ивси», EVSE — Electric Vehicle Supply Equipment) — свободный проект зарядной станции для гибридных и электро-автомобилей, оборудованных разъёмом «Type 1» или трёхфазным «Type 2».
Основной разработчик (с 2011 года) — одноимённая компания «OpenEVSE» (CEO Christopher Howell, продажа наборов «Сделай сам»).
Проект развивается и поддерживается интернет-сообществом автомобилистов.
Основные части зарядной станции:
- Arduino,
- ESP32 — контроллер сети Wi-Fi,
- Магнитный пускатель.

Текущая версия проекта (v5.6 2024) обеспечивает:
- регулировку зарядного тока (от 6А до 32А[7])
- мониторинг температуры,
- отображение мощности в реальном времени,
- управление по Wi-Fi со счётчиком электроэнергии.